# Xizhu (köpinghuvudort i Kina, Jiangsu Sheng, lat 31,29, long 119,57)
Xizhu (kinesiska: 西渚, 西渚镇) är en köpinghuvudort i Kina. Den ligger i provinsen Jiangsu, i den östra delen av landet, omkring 110 kilometer sydost om provinshuvudstaden Nanjing. Antalet invånare är 25 376. Befolkningen består av 12 506 kvinnor och 12 870 män. Barn under 15 år utgör 10,0 %, vuxna 15-64 år 75 %, och äldre över 65 år 14,0 %.
Runt Xizhu är det tätbefolkat, med 286 invånare per kvadratkilometer. Närmaste större samhälle är Xushe, 14,3 km nordost om Xizhu. Trakten runt Xizhu består till största delen av jordbruksmark.
Genomsnittlig årsnederbörd är 1 542 millimeter. Den regnigaste månaden är juli, med i genomsnitt 268 mm nederbörd, och den torraste är december, med 50 mm nederbörd.